# Lepa Brena
Fahreta Živojinović (Servo-Kroatisch: Фахрета Живојиновић; Tuzla, 20 oktober 1960), beter bekend als Lepa Brena (Лепа Брена), is een Joegoslavisch en Bosnische zangeres, actrice en ondernemer. Samen met haar man, Slobodan Živojinović en een vriend, Saša Popović, is Brena medeoprichter en mede-eigenaar van Grand Production, het grootste platenlabel en productiebedrijf op de Balkan. In 2019 werd Grand Production voor €30 miljoen verkocht.

## Biografie
Fahreta Živojinović werd geboren in een Bosnisch gezin in de buitenwijken van Tuzla (SR Bosnië en Herzegovina), maar groeide op in Brčko als het derde en jongste kind van Abid Jahić (ca. 1928 - 22 oktober 2010) en Ifeta (née Smajlović; 15 april 1934 - 21 november 2014 ). Haar beide ouders komen oorspronkelijk uit dorpen in de buurt van Srebrenik; haar vader werd geboren in Ježinac en de familie van haar moeder was afkomstig uit Ćehaje. Živojinović werd als moslim opgevoed. In 1980 verhuisde Brena naar Belgrado om haar muzikale carrière te starten.

## Discografie

### Albums
- 1981: Čačak (PGP-RTS)
- 1982: Mile voli disko (PGP-RTS)
- 1983: Sitnije Cile sitnije (PGP-RTS) [Single]
- 1984: Bato (PGP-RTS)
- 1984: Šeik (PGP-RTS)
- 1985: Jedan dan života, Lepa Brena & Miroslav Ilić (PGP-RTS) [EP]
- 1986: Miki Mićo (PGP-RTS)
- 1986: Uske pantalone (PGP-RTS)
- 1987: Hajde da se volimo (Diskoton)
- 1989: Čuvala me mama (Diskoton)
- 1990: Boli me uvo za sve (Diskoton)
- 1991: Zaljubiška (PGP-RTS)
- 1993: I da odem iza leđa bogu (ZaM)
- 1994: Kazna božija (ZaM)
- 1996: Luda za tobom + Brena multimedia (ZaM)
- 2000: Pomračenje sunca (Grand Production)
- 2008: Uđi slobodno... (Grand Production)
- 2011: Začarani krug (Grand Production)
- 2018: Zar je važno da l’ se peva ili pjeva? (Grand Production)

### Singles
- 1987: Posle devet godina – Lepa Brena & Alisa
- 1995: Nisam ja mali – Lepa Brena & Džej Ramadanovski
- 2013: Zaljubljeni veruju u sve
- 2015: Ljubav nova
- 2017: Carica
- 2019: Odiseja ljubavi

### Compilaties
- 1995: Zlatni hitovi 1, 2, 3
- 1995: Nezaboravni hitovi
- 1998: Jedna je... Lepa Brena
- 1999: Najveći hitovi 1, 2, 3, 4, 5
- 2000: Lepa Brena (Rade Krstić)
- 2002: Lepa Brena 1, 2
- 2003: Lepa Brena – The best of (Doppel-CD / Grand Production)
- 2013: Lepa Brena - Izvorne i novokomponovane narodne pesme CD 1 (Grand Production)
- 2016: Lepa Brena – Ultimate Best of

## Filmografie
- 1982: Tesna koža 1
- 1983: Kamiondžije 2
- 1984: Kamiondžije opet voze
- 1984: Nema problema
- 1987: Hajde da se volimo 1
- 1989: Hajde da se volimo 2
- 1990: Hajde da se volimo 3
- 2009: Mahalaši
- 2009: Nad lipom 35
- 2018: Lepa Brena i godine Slatkog greha

- Gemeinsame Normdatei: 1159798419
- MusicBrainz: 9b0f6048-5f17-4c2e-9530-71d521979f65
- Virtual International Authority File: 5467152684022623430002
- WorldCat: E39PBJhCHCWTkCGJgYGPCh46rq